# 成都市泡桐树小学
成都市泡桐树小学，简称“泡小”，因其位于中华人民共和国四川省成都市青羊区泡桐树街而得名。学校成立于1961年，前身是四川省省委子弟校。学校现时拥有3个校区。

## 办学
学校先后培养出了2名成都市教育专家，1名青羊区教育专家，8名四川省特级教师、5名全国优秀教师、7名省优秀教师，31名市区学科带头人。先后获得市两级校风示范学校、全国现代教育技术实验学校、四川省现代教育技术示范学校、四川省文明单位、成都市九年义务教育示范学校、省市心理健康教育实验学校等若干荣誉称号。

## 历任校长
- 杨春和
- 华如玉
- 庄成芳
- 许元明
- 杨昭涛

## 校区
- 南区：成都市支矶石街8号
- 北区：成都市实业街14号
- 西区：成都市琼楼路188号[3]